# جيفري وود
جيفري وود (بالإنجليزية: Jeffrey Wood)‏ هو سياسي أمريكي، ولد في 12 سبتمبر 1969. انتخب عضو جمعية ولاية ويسكونسن.